# Rue Yuling (métro de Nanning)
La station de la rue Yuling (chinois : 玉岭路站 / pinyin : Yùlǐng lù zhàn / zhuang : Camh Roen Yilingj) est une station de la ligne 2 du métro de Nanning. Elle est située de part et d'autre du boulevard Liangyu et de la rue Yuling, dans le district de Liangqing de la ville de Nanning, en Chine.
Ouverte pendant l'extension de la ligne 2 de 2020, elle comprend quatre entrées et une seule plateforme.

## Situation sur le réseau

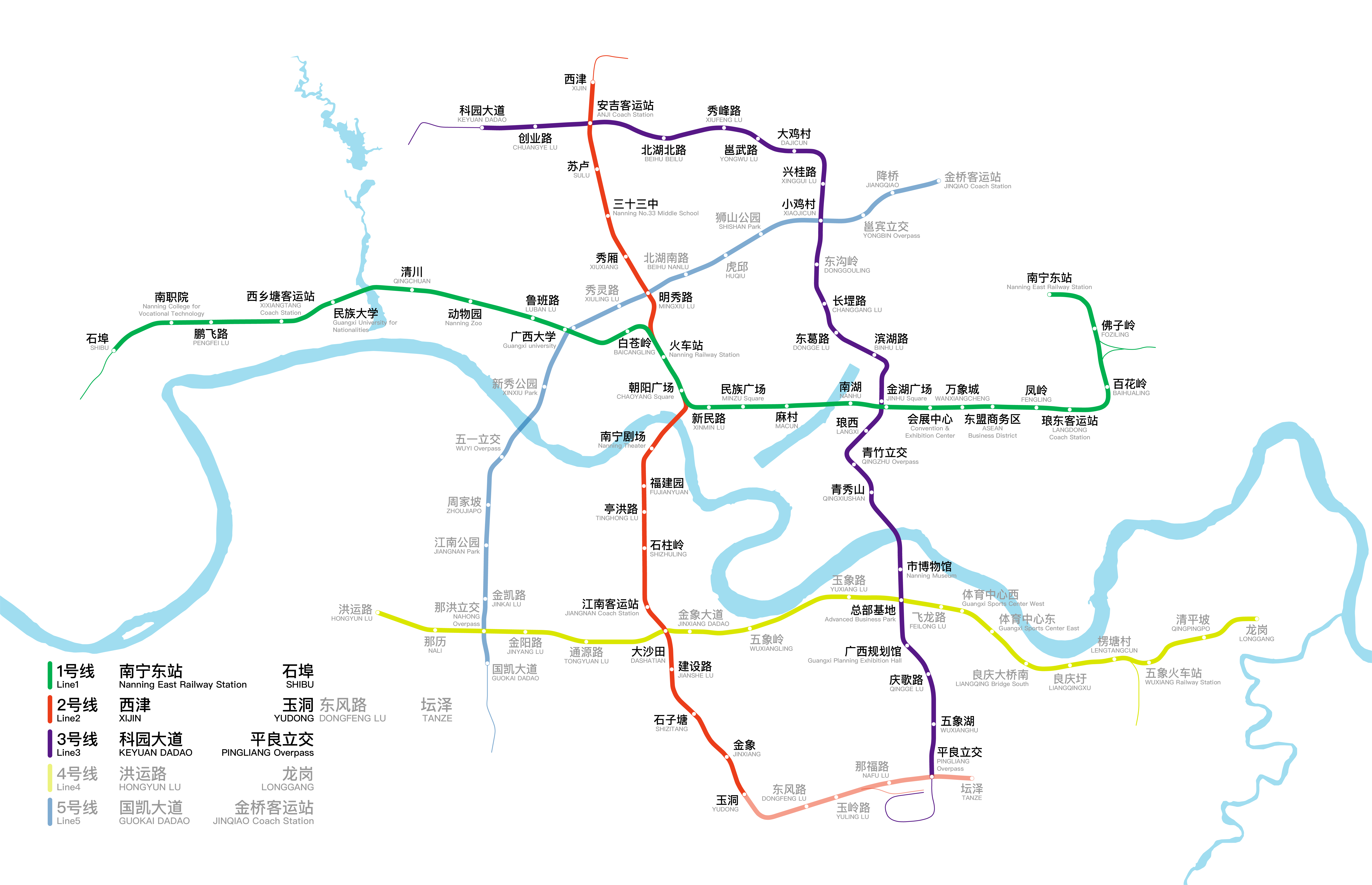
Plan du métro.

Établie en souterrain, Rue Yuling est située sur la ligne 2 du métro de Nanning, entre la station Rue Dongfeng, en direction du terminus nord Xijin (zh), et la station Rue Nafu, en direction du terminus sud Tanze.

## Histoire
Le tracé de la ligne est décidé en juin 2014, avec une première phase comprenant 18 stations pour 21,2 kilomètres, coûtant environ 15.5 milliards de yuans. Les 18 premières stations ouvrent le 28 décembre 2017.
Le 30 juillet 2017, la construction commence sur à Rue Yuling. Le 9 novembre 2017, les pieux d'enceinte sont posés et le toît est scellé le 30 juillet 2018. La nouvelle extension est inaugurée le 23 novembre 2020 et comprend cinq stations, qui prolonge le terminus de Yudong à Tanze. La salle de rechange pour bébés de 49 stations, dont rue Yuling, est rénovée en 2022.

## Services aux voyageurs

### Accès et accueil
Située de part d'autre du boulevard Liangyu (良玉大道) et de la rue Yuling (玉岭路), la station est accessible tous les jours, par quatre entrées différentes. On retrouve deux étages souterrains pour une longueur totale de 346 mètres.
Station souterraine, elle dispose de trois niveaux :
| Niveau 0   | Entrées et sorties                     | Entrées et sorties                                         |
| Sous-sol 1 | Salle d'accueil                        | Service à la clientèle, boutiques et guichet libre-service |
| Sous-sol 2 |                                        | Ligne 2 Voie 1 : En direction de Xijin (zh)                |
| Sous-sol 2 | Quai central                           |                                                            |
| Sous-sol 2 | Ligne 2 Voie 2 : En direction de Tanze |                                                            |

### Desserte
Les premiers et derniers trains à direction de Xijin sont à 6h30 et 23h06 et ceux à direction de Tanze sont à 7h04 et 23h41.

### Intermodalité
La station est desservie par les lignes 21, 48, 108, D108 et Wuming 21 du réseau d'autobus de Nanning.

## À proximité
| Numéro                                         | Destinations proches |
| ---------------------------------------------- | --- |
| Sortie A                                       | Boulevard Liangyu, rue Yuling, école secondaire numéro 4 (南宁市第四中学), école primaire Xiutian campus de Wuxiang (南宁市秀田小学 (五象校区)) |
| Sortie B                                       | Luqiao Splendid City (路桥锦绣城), boulevard Liangyu                                                                                            |
| Sortie C                                       | Site de réinstallation de Xincun (新村安置地), Luqiao Splendid City, boulevard Liangyu                                                          |
| Sortie D                                       | Centre d'éducation médicale internationale de l'Université médicale du Guangxi (zh) (广西医科大学), rue Yuling                                  |
| Légende： Ascenseur pour personnes handicapées | |